# Aro (peuple)
Pour les articles homonymes, voir Aro.
Les Aro sont une population d'Afrique de l'Ouest, considéré comme sous-groupe des Ibo. Ils vivent principalement dans le sud-est du Nigeria.